# Los Alambres
Los Alambres är en ort i Mexiko.   Den ligger i kommunen Lagos de Moreno och delstaten Jalisco, i den centrala delen av landet, 300 km nordväst om huvudstaden Mexico City. Los Alambres ligger 2 197 meter över havet och antalet invånare är 147.
Terrängen runt Los Alambres är huvudsakligen kuperad, men den allra närmaste omgivningen är platt. Runt Los Alambres är det mycket tätbefolkat, med 1 313 invånare per kvadratkilometer. Närmaste större samhälle är Lagos de Moreno, 20,0 km väster om Los Alambres. I omgivningarna runt Los Alambres växer huvudsakligen savannskog.